# Classe Benjamin Franklin
Les sous-marins de la classe Benjamin Franklin (Type SCB 516 A) constituent la cinquième classe de sous-marins nucléaires lanceurs d’engins (SNLE ; SSBN en anglais) lancée par les États-Unis en remplacement sur les chantiers navals des unités de la classe James Madison (Type SCB 516) dont ils sont une version évoluée du fait d’une propulsion plus silencieuse et de plusieurs autres modifications, plusieurs publications ne faisant d'ailleurs pas de distinctions entre ces deux classes. Avec les quatre classes précédentes, ils font partie des 41 SNLE lancés entre 1960 et 1966 par l'United States Navy surnommés les 41 for Freedom. Ils furent en service de 1965 à 2002.

## Historique

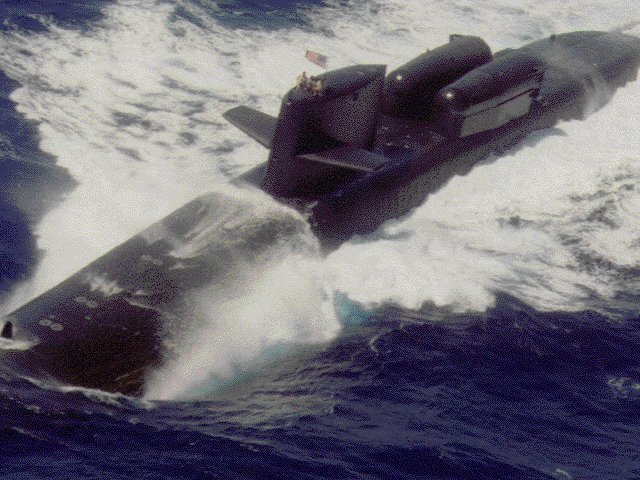
Le USS Kamehameha emportant deux Dry Deck Shelter.

Le premier navire de la classe, l’USS Benjamin Franklin (SSBN-640) fut lancé le 5 décembre 1964 après avoir été commandé le 1er novembre 1962.
Les douze sous-marins de cette classe furent équipés de missiles balistiques Polaris avant d’être modifiés pour accueillir des UGM-73 Poseidon. À la fin des années 1970 et au début des années 1980, six navires furent choisis pour être à nouveau modifiés afin de recevoir des Trident C4.
Deux sous-marins de la classe Benjamin Franklin furent également convertis pour accueillir des unités des forces spéciales, les SEALs. En 1992, afin de laisser la place aux nouveaux bâtiments de la classe Ohio tout en respectant la limitation du nombre d’armes nucléaires imposée par les accords SALT II le USS, les USS Kamehameha (SSBN-642) et USS James K. Polk (SSBN-645) furent reclassés en sous-marins nucléaires d’attaque (SSN) et adaptés pour convenir aux forces spéciales et pouvoir embarquer un Dry Deck Shelter.
Le dernier navire de la classe Benjamin Franklin, l’USS Kamehameha (SSN-642) fut retiré du service le 2 avril 2002

## Unités
La liste ci-dessous comprend tous les sous-marins de la classe Benjamin Franklin.
| Identifiant                             | Constructeur    | Port d'attache | Commande          | Entrée en service | Retrait du service | Commentaires |
| --------------------------------------- | --------------- | -------------- | ----------------- | ----------------- | ------------------ | --- |
| USS Benjamin Franklin (SSBN-640)        | Electric Boat   | Norfolk        | 1er novembre 1962 | 22 octobre 1965   | 23 novembre 1993   | Navire de tête - Accueille des Trident C4                                                                              |
| USS Simon Bolivar (SSBN-641)            | Newport News    | Portsmouth     | 1er novembre 1962 | 29 octobre 1965   | 24 février 1995    | Accueille des Trident C4                                                                                               |
| USS Kamehameha (SSBN-642)               | Electric Boat   | Pearl Harbour  | 1er août 1962     | 10 décembre 1965  | 2 avril 2002       | Transformé en SNA |
| USS George Bancroft (SSBN-643)          | Electric Boat   | Charleston     | 1er novembre 1962 | 22 janvier 1966   | 21 septembre 1993  | Accueille des Trident C4                                                                                               |
| USS Lewis and Clark (SSBN-644)          | Newport News    | Charleston     | 1er novembre 1962 | 22 décembre 1965  | 1er août 1992      | Son kiosque de sous-marin et son gouvernail sont exposés au Patriot's Point Naval & Maritime Museum en Caroline du Sud |
| USS James K. Polk (SSBN-645)            | Electric Boat   | Norfolk        | 1er novembre 1962 | 16 avril 1966     | 8 janvier 1999     | Transformé en SNA |
| USS George C. Marshall (SSBN-654)       | Newport News    | Groton         | 29 juillet 1963   | 29 avril 1966     | 24 septembre 1992  | |
| USS Henry L. Stimson (SSBN-655)         | Electric Boat   | Charleston     | 29 juillet 1963   | 20 août 1966      | 5 mai 1993         | Accueille des Trident C4                                                                                               |
| USS George Washington Carver (SSBN-656) | Newport News    | Groton         | 29 juillet 1963   | 15 juin 1966      | 18 mars 1993       | |
| USS Francis Scott Key (SSBN-657)        | Electric Boat   | Charleston     | 29 juillet 1963   | 3 décembre 1966   | 2 septembre 1993   | Accueille des Trident C4                                                                                               |
| USS Mariano G. Vallejo (SSBN-658)       | Mare Island NSY | Charleston     | 29 juillet 1963   | 16 décembre 1965  | 9 mars 1995        | Accueille des Trident C4                                                                                               |
| USS Will Rogers (SSBN-659)              | Electric Boat   | Groton         | 29 juillet 1963   | 1er avril 1967    | 12 avril 1993      | Son kiosque de sous-marin est exposé au National Museum of Nuclear Science & History d'Albuquerque                     |